# Orsova (Schiff, 1954)
Die Orsova (II) war ein Passagierschiff, das 1954 für die britische Reederei Orient Steam Navigation Company in Dienst gestellt wurde. Sie wurde in den folgenden knapp zwanzig Jahren für Reisen von Großbritannien nach Australien eingesetzt, ehe sie nach der Saison 1973 ausgemustert wurde. Die Orsova traf im Februar 1974 zum Abwracken in Taiwan ein.

## Geschichte
Die Orsova wurde unter der Werftnummer 1021 bei Vickers-Armstrongs in Barrow-in-Furness gebaut und am 14. Mai 1953 vom Stapel gelassen. Die Probefahrten des im März abgelieferten Schiffes fanden vor der Isle of Arran statt. Am 17. März 1954 folgte die Indienststellung auf der Strecke von Southampton nach Sydney.
Am 24. Mai 1956 lief das Schiff in der Bucht von Port Phillip auf Grund, konnte jedoch nach zwölf Stunden ohne Beschädigungen am Rumpf wieder freigeschleppt werden. Im Oktober desselben Jahres wurden an Bord des Schiffes ungewöhnliche blinde Passagiere entdeckt: Eine britische Mutter mit ihren zehn Kindern, die nach nur drei Monaten in Australien zurück in ihre alte Heimat reisen wollte. 1966 wechselte die Orsova zusammen mit den anderen Schiffen der Reederei zur Peninsular and Oriental Steam Navigation Company, nachdem diese die Orient Steam Navigation Company aufgekauft hatte.
Die Orsova blieb ihre gesamte Dienstzeit lang auf der Strecke nach Australien. Nur im Frühjahr 1969 wurde sie kurze Zeit anderweitig genutzt, als Gulf Oil das Schiff charterte und vor Whiddy Island als Unterkunft für die Arbeiter einer im Bau befindlichen Bohrinsel nutze.
Da der Liniendienst nach Australien in den 1970ern immer unrentabler wurde musterte die Peninsular and Oriental Steam Navigation Company nacheinander alle Linienschiffe aus. Die Orsova beendete ihre letzte Fahrt Ende 1973. Anschließend wurde sie zum Abwracken nach Kaohsiung verkauft, wo sie am 14. Februar 1974 eintraf.